# 1020 (numero)
Milleventi (1020) è il numero naturale dopo il 1019 e prima del 1021.

## Proprietà matematiche
- È un numero pari.
- È un numero composto da 24 divisori: 1, 2, 3, 4, 5, 6, 10, 12, 15, 17, 20, 30, 34, 51, 60, 68, 85, 102, 170, 204, 255, 340, 510, 1020. Poiché la somma dei suoi divisori (escluso il numero stesso) è 2004 > 1020, è un numero abbondante.
- È un numero congruente.
- È un numero semiperfetto in quanto pari alla somma di alcuni (o tutti) i suoi divisori.
- È un numero malvagio.
- È un numero di Ulam.
- È un numero palindromo e un numero ondulante nel sistema posizionale a base 11 (848).
- È parte delle terne pitagoriche (128, 1020, 1028), (156, 1008, 1020), (187, 1020, 1037), (425, 1020, 1105), (432, 924, 1020), (480, 900, 1020), (544, 1020, 1156), (567, 1020, 1167), (611, 1020, 1189), (612, 816, 1020), (765, 1020, 1275), (931, 1020, 1381), (1020, 1071, 1479), (1020, 1265, 1625), (1020, 1360, 1700), (1020, 1547, 1853), (1020, 1584, 1884), (1020, 2448, 2652), (1020, 2501, 2701), (1020, 2800, 2980), (1020, 2975, 3145), (1020, 3393, 3543), (1020, 3757, 3893), (1020, 4275, 4395), (1020, 5049, 5151), (1020, 5152, 5252), (1020, 5735, 5825), (1020, 7189, 7261), (1020, 7616, 7684), (1020, 8640, 8700), (1020, 10379, 10429), (1020, 12985, 13025), (1020, 14432, 14468), (1020, 15283, 15317), (1020, 17325, 17355), (1020, 21663, 21687), (1020, 26000, 26020), (1020, 28891, 28909), (1020, 43344, 43356), (1020, 52015, 52025), (1020, 65021, 65029), (1020, 86697, 86703), (1020, 130048, 130052), (1020, 260099, 260101).

## Astronomia
- 1020 Arcadia è un asteroide della fascia principale del sistema solare.
- NGC 1020 è una galassia nella costellazione della Balena.

## Astronautica
- Cosmos 1020 è un satellite artificiale russo.

## Altri ambiti
Il Nokia Lumia 1020 è uno smartphone prodotto da Nokia.